# Louise Alexander Gallery
Louise Alexander Gallery est une galerie d'art contemporain basée à Porto Cervo, en Italie. Elle a été fondée en 2007 et représente plus de 15 artistes, dont des artistes internationalement reconnu comme Barry X Ball, Enrique Martinez Celaya, Guy Bourdin, Marco Tirelli et Arik Levy.

## Artistes représentés
- mentalKLINIK [2]
- Anthony James (en)[3]
- Arik Levy[4]
- Barry X Ball [5]
- Enrique Martinez Celaya[6]
- Guy Bourdin[7],[8],[9]
- Vladimir Dubossarsky [10]
- Jay Shinn
- Marco Tirelli[11]
- Miguel Chevalier
- Laurent Bolognini
- Pascal Haudressy
- Vuk Vidor